# Greg Stewart
Greg Stewart is een Australisch triatleet en duatleet uit Highton. Hij werd tweemaal Australisch kampioen triatlon en tweemaal Australisch kampioen duatlon.
Sinds 1983 doet hij aan triatlon. Zijn eerste succes boekte hij in 1986 met het winnen van het Australische kampioenschap triatlon op de middenafstand. In 1987 werd hij derde op de Ironman Hawaï. Met een tijd van 8:58.53 eindigde hij achter beide Amerikanen Dave Scott (goud; 8:34.13) en Mark Allen (zilver; 8:45.19).

## Titels
- Australisch kampioen triatlon op de middenafstand: 1986
- Australisch kampioen triatlon op de sprintafstand: 1993
- Australisch kampioen duatlon: 1993, 1996

## Belangrijke prestaties

### triatlon
- 1985: 15e Ironman Hawaï - 9:53.23
- 1986: 5e Ironman Hawaï - 9:05.10
- 1986:  Ironman Japan[1]
- 1987: 5e Triatlon van Nice
- 1987:  Ironman Hawaï - 8:58:53
- 1989: 5e ITU wereldbekerwedstrijd
- 1990: 6e ITU wereldbekerwedstrijd